# Esther Brand
Esther Brand   (Springbok, 29 de setembre de 1922 - Bloemfontein, 20 de juny de 2015), nascuda van Heerden, va ser una atleta sud-africana, especialista en salt d'alçada i llançament de disc, que va competir entre finals de la dècada de 1930 i començament de la de 1950.
El 1941 igualà el rècord del món del salt d'alçada amb 1,66 metres. El 1952 va prendre part en els Jocs Olímpics d'Estiu de Hèlsinki, on va disputar dues proves del programa d'atletisme. Va guanyar la medalla d'or en la competició del salt d'alçada, mentre en la del llançament de disc fou vintena.
Va morir el 2015 per les ferides provocades per una caiguda.

## Millors marques
- Salt d'alçada. 1m 67cm (1952)
- Llançament de disc. 40.30 metres (1952)[1][4]